# Грон (Вале)
Грон (фр. Grône) — громада  в Швейцарії в кантоні Вале, округ Сьєр.

## Географія
Громада розташована на відстані близько 80 км на південь від Берна, 8 км на схід від Сьйона.
Грон має площу 20,3 км², з яких на 8,2% дозволяється будівництво (житлове та будівництво доріг), 18,6% використовуються в сільськогосподарських цілях, 67,1% зайнято лісами, 6,1% не є продуктивними (річки, льодовики або гори).

## Демографія
2019 року в громаді мешкало 2447 осіб (+10,9% порівняно з 2010 роком), іноземців було 23,1%. Густота населення становила 121 осіб/км².
За віковим діапазоном населення розподілялося таким чином: 20,9% — особи молодші 20 років, 60,5% — особи у віці 20—64 років, 18,6% — особи у віці 65 років та старші. Було 1056 помешкань (у середньому 2,3 особи в помешканні).
Із загальної кількості 478 працюючих 59 було зайнятих в первинному секторі, 93 — в обробній промисловості, 326 — в галузі послуг.